# Vena Inferiore
Vena Inferiore è una frazione del comune di Vibo Valentia.
L'abitato si trova su un costone nella valle del torrente Trainiti, in una zona ricca di grotte e di sorgenti d'acqua dalle quali deriva il toponimo di "Vena", utilizzato anche per i vicini centri di Vena Superiore e Vena Media, anch'essi frazioni di Vibo Valentia, e per la località di Vena di Ionadi.

## Storia
Nella zona sono presenti tracce di una villa romana. Il toponimo è attestato nel 1312, riferito ad un casale della terra di Vibo, conteso dalla città di Monteleone (allora denominazione di Vibo Valentia) e dall'abbazia della Trinità di Mileto. Il casale era forse nato come diversi centri adiacenti, in dipendenza di un monastero basiliano, di cui restano pochi ruderi e che avrebbe ospitato san Leoluca, patrono di Vibo Valentia.